# Гастринома
Гастринома — це функціонально-активна не бета-клітинна ендокринна пухлина підшлункової залози, що секретує гормон гастрин. Гастринома є другою, після інсуліноми, найбільш поширеною ендокринною пухлиною підшлункової залози, з частотою 1/2500000 населення. Гастринома частіше діагностується у чоловіків, середній вік пацієнтів на момент постановки діагнозу становить 50 років. Більшість клініцистів вважають, що гастринома та синдром Золлінгера-Еллісона (СЗЕ) це синоніми, проте патологи класифікують як гастриному будь-яку пухлину, що демонструє імуноекспресію гастрину.

## Етіологія
Гастринома виникає спорадично в 75% випадків та асоційованана з синдромом множинної ендокринної неоплазії типу 1 (МЕН1) в 25% випадків. Слід зазначити, що приблизно 20% пацієнтів з СЗЕ можуть бути з МЕН1.

## Клініка
Основні симптоми при гастриномі пов'язані з гіперсекрецією соляної кислоти, що призводить до болів у животі у >80% пацієнтів. Діарея виникає до 20% випадків, та може бути єдиним симптомо гастриноми. Унікальною особливістю цієї кислотно-індукованої діареї є те, що при виконання назогастральної аспірації шлункового вмісту діарея припиняється. Виразкова хвороба діагностується у більшості пацієнтів переважно з локалізацією виразкового процесу в дванадцятипалій кишці. Гастроезофагеальна рефлюксна хвороба (ГЕРХ) може діагностуватись приблизно в 1/3 пацієнтів.

### Синдром Золлінгера-Еллісона
Гастринома часто є причиною СЗЕ, оскільки підвищена секреція гастрину часто виникає внаслідок активності G клітин, розташованих у слизовій оболонці антрального відділу шлунка. СЗЕ характеризується гіпергастрінемією, розвитком виразкової хвороби і, найчастіше, важкої діареї. Також гастринома продукує хромогранин А. Гастрин, що виробляється гастриномою не піддається звичайній стимуляції амінокислотами і пептидами в шлунку або здуття шлунка. Крім того, активність гастриноми не знижується високим рівнем рН і може бути стимульована секретином.

## Діагностика
Проводиться визначення рівня гастрину. Більшість лабораторій має референтний показник гастрину в нормі до 100 пг/мл. Рівень гастрину більше 1000 пг/мл свідчить про високу вирогідність гастриноми, при цьому СЗЕ може бути запідозрено при рівнях гастрину від 100 до 1000 пг/мл. Наявність виражених складок слизової оболонки в верхніх відділах ШКТ за даними ендоскопії. При наявності біохімічних ознак гастриноми (високі рівні гастрину) пацієнтам показано виконання КТ або сцинтіграфії з використанням тропних до рецептора соматостанина радіофармпрепаратів з метою локалізації пухлини.

## Лікування
Проводиться консервативне або хірургічне лікування.

### Консервативне лікування
Пацієнтам призначаються блокатори протонної помпи, блокатори Н2 рецепторів.

### Хірургічне лікування
При хірургічному лікування виконується мобілізація підшлункової залози для забезпечення ефективної ідентифікація пухлини за допомогою пальпації. Також рекомендовано проведення інтраопераційного УЗД, що допомагає визначити невелику за розмірами пухлину та визначати можливі метастази в печінку. Можливе проведення дуоденотомії при підозрі на розташуання гастриноми в підслизовому шарі. За допомогою дуоденотомії виявляють до 30% гастрином, що не були візуалізовані передопераційно.
Енуклеація гастриноми виконується при інкапсульованій пухлині. При великих неінкапсульованих гастриномах, що локалізовані в паренхімі підшлункової залози виконується сегментарна резекції, у тому числі можливе виконання дистальної резекції підшлункової залози або панкреатодуоденектомія. Панкреатодуоденектомія покращує виживання пацієнтів з МЕН1. Слід зазначити, що до 10% випадків, інтраопераційно  гастринома не визначається, у цьому випадку, резекція підшлункової залози не виконується.